# Семенова Уляна Ларіонівна
Уляна Ларіонівна Семенова (нар. 9 березня 1952) — латвійська баскетболістка, дворазова олімпійська чемпіонка у складі збірної СРСР.

## Біографія
Уляна Семенова була топ баскетболісткою світу у 70-80-х роках XX ст. Зі зростом 210 см вона також була відома, як власниця найбільшої ноги в жіночому баскетболі — її розмір взуття був 58. Майже всю свою кар'єру відіграла за команду Тролейбусно-трамвайного тресту з Риги (ТТТ), з якою виграла 15 чемпіонатів СРСР та 15 разів ставала володаркою Кубка європейських чемпіонів. У складі збірної СРСР вона двічі ставала олімпійською чемпіонкою, тричі — чемпіонкою світу та 10 разів — чемпіонкою Європи. Граючи за СРСР, вона не зазнала жодної поразки з 1976 по 1980 рік.
1976 року нагороджена Орденом Трудового Червоного Прапора, а 1993 стала першою баскетболісткою не з США, яку було включено до Баскетбольної зали слави Нейсміта. 2007 року її включили до Зали слави ФІБА.

## Досягнення
- Олімпійська чемпіонка (2): 1976, 1980
- Чемпіонка світу (3): 1971, 1975, 1983
- Чемпіонка Європи (10): 1968, 1970, 1972, 1974, 1976, 1978, 1980, 1981, 1983, 1985
- Володарка Кубка європейських чемпіонів (11): 1968, 1969, 1970, 1971, 1972, 1973, 1974, 1975, 1977, 1981, 1982
- Володарка Кубка Ліліан Ронкетті (1): 1987
- Чемпіонка СРСР (15): 1968, 1969, 1970, 1971, 1972, 1973, 1975, 1976, 1977, 1979, 1980, 1981, 1982, 1983, 1984